# Alphabet de l'Orkhon
Pour les articles homonymes, voir Orkhon (homonymie).
L'alphabet de l'Orkhon est la plus ancienne écriture connue employée pour noter le turc. Il a été développé par les Göktürks (un groupe turc qui fonda en haute Asie le premier empire à porter le nom de « Turc » au milieu du VIe siècle). Les plus anciennes traces de cet alphabet sont les inscriptions de l'Orkhon de la vallée de l'Orkhon en Mongolie.
L'alphabet de l'Orkhon est aussi qualifié de göktürk, du nom du premier groupe turc connu à l'avoir utilisé. De plus, les lettres dont il se compose sont, du fait de leur ressemblance avec les runes scandinaves, parfois appelées runes de l'Orkhon ou runes turques.
L'alphabet de l'Orkhon compte 38 lettres. Seulement 4 symboles servent à noter 9 voyelles, tandis que 34 symboles servent à noter 21 consonnes. Cette inégalité n'est pas sans rapport avec l'harmonie vocalique du turc.
L'alphabet de l'Orkhon a peut-être évolué à partir d'une forme non cursive de l'alphabet sogdien. D'autres hypothèses y trouvant des idéogrammes semblent abandonnées. Il connaît quelques variantes comme l'alphabet de l'Ienisseï, appelé runes sibériennes, et les runes hongroises.
La langue qui est écrite avec l'alphabet de l'Orkhon est le vieux-turc. Cette langue appartient à la branche orientale des langues turques et n'est pas l'ancêtre direct du turc de Turquie qui appartient à la branche méridionale des langues turques.

## Corpus
Le corpus d'inscriptions apparaît sur deux monuments érigés dans la vallée de l'Orkhon entre 732 et 735 en l'honneur des deux princes Köktürk Kul Tigin et son frère l'empereur Bilge Kaghan, ainsi que sur des dalles éparpillées dans la zone plus large.
Les monuments de l'Orkhon sont les plus anciens exemples connus d'écrits turcs, ils sont inscrits sur les obélisques et ont été datés de 720 (relatif à Tonyukuk), 732 (relatif à Kültigin), et 735 (relatif à Bilge Kaghan (en turc : empereur sage)). Ces inscriptions sont gravées dans une écriture utilisée aussi pour les inscriptions trouvées en Mongolie, en Sibérie et au Xinjiang et appelée par Thomsen « runes turques ». Dans un langage épique, elles portent sur les origines légendaires des Turcs, l'âge d'or de leur histoire, leur assujettissement par les Chinois, et leur libération par Bilge Kaghan. Le style brillant des écrits suggère de considérables développements antérieurs de la langue turque.

## Table des caractères
| Utilisation                        | Utilisation                   | Utilisation                                  | Symbole | Symbole | Translittération et transcription | Translittération et transcription | Translittération et transcription | Translittération et transcription |
| ---------------------------------- | ----------------------------- | -------------------------------------------- | ------- | ------- | --------------------------------- | --------------------------------- | --------------------------------- | --------------------------------- |
| Voyelles                           | Voyelles                      | Voyelles                                     |         |         | A                                 | A                                 | /a/, /e/                          | /a/, /e/                          |
| Voyelles                           | Voyelles                      | Voyelles                                     |         |         | I                                 | I                                 | /ɯ/, /i/, /j/                     | /ɯ/, /i/, /j/                     |
| Voyelles                           | Voyelles                      | Voyelles                                     |         |         | O                                 | O                                 | /o/, /ø/                          | /o/, /ø/                          |
| Voyelles                           | Voyelles                      | Voyelles                                     |         |         | U                                 | U                                 | /u/, /y/, /w/                     | /u/, /y/, /w/                     |
| Consonnes                          | Harmonisée                    | Avec des voyelles : (¹) — Grave, (²) — Aiguë |         |         | B¹                                | /b/                               | B²                                | /b/                               |
| Consonnes                          | Harmonisée                    | Avec des voyelles : (¹) — Grave, (²) — Aiguë |         |         | D¹                                | /d/                               | D²                                | /d/                               |
| Consonnes                          | Harmonisée                    | Avec des voyelles : (¹) — Grave, (²) — Aiguë |         |         | G¹                                | /ɡ/                               | G²                                | /ɡ/                               |
| Consonnes                          | Harmonisée                    | Avec des voyelles : (¹) — Grave, (²) — Aiguë |         |         | L¹                                | /l/                               | L²                                | /l/                               |
| Consonnes                          | Harmonisée                    | Avec des voyelles : (¹) — Grave, (²) — Aiguë |         |         | N¹                                | /n/                               | N²                                | /n/                               |
| Consonnes                          | Harmonisée                    | Avec des voyelles : (¹) — Grave, (²) — Aiguë |         |         | R¹                                | /r/                               | R²                                | /r/                               |
| Consonnes                          | Harmonisée                    | Avec des voyelles : (¹) — Grave, (²) — Aiguë |         |         | S¹                                | /s/                               | S²                                | /s/                               |
| Consonnes                          | Harmonisée                    | Avec des voyelles : (¹) — Grave, (²) — Aiguë |         |         | T¹                                | /t/                               | T²                                | /t/                               |
| Consonnes                          | Harmonisée                    | Avec des voyelles : (¹) — Grave, (²) — Aiguë |         |         | Y¹                                | /j/                               | Y²                                | /j/                               |
| Consonnes                          | Harmonisée                    | Juste (¹) — Q Juste (²) — K                  |         |         | Q                                 | /q/                               | K                                 | /k/                               |
| Consonnes                          | Harmonisée                    | Avec toutes les voyelles                     |         |         | -CH                               | -CH                               | /tʃ/                              | /tʃ/                              |
| Consonnes                          | Harmonisée                    | Avec toutes les voyelles                     |         |         | -M                                | -M                                | /m/                               | /m/                               |
| Consonnes                          | Harmonisée                    | Avec toutes les voyelles                     |         |         | -P                                | -P                                | /p/                               | /p/                               |
| Consonnes                          | Harmonisée                    | Avec toutes les voyelles                     |         |         | -SH                               | -SH                               | /ʃ/                               | /ʃ/                               |
| Consonnes                          | Harmonisée                    | Avec toutes les voyelles                     |         |         | -Z                                | -Z                                | /z/                               | /z/                               |
| Consonnes                          | Harmonisée                    | Avec toutes les voyelles                     |         |         | -NG                               | -NG                               | /ŋ/                               | /ŋ/                               |
| Consonnes                          | Sons voisins                  | + Voyelle                                    |         |         | ICH, CHI, CH                      | ICH, CHI, CH                      | /itʃ/, /tʃi/, /tʃ/                | /itʃ/, /tʃi/, /tʃ/                |
| Consonnes                          | Sons voisins                  | + Voyelle                                    |         |         | IQ, QI, Q                         | IQ, QI, Q                         | /ɯq/, /qɯ/, /q/                   | /ɯq/, /qɯ/, /q/                   |
| Consonnes                          | Sons voisins                  | + Voyelle                                    |         |         | OQ, UQ, QO, QU, Q                 | /oq/, /uq/, /qo/, /qu/, /q/       | ÖK, ÜK, KÖ, KÜ, K                 | /øk/, /yk/, /kø/, /ky/, /k/       |
| Consonnes                          | Sons voisins                  | + Consonne                                   |         |         | -NCH                              | -NCH                              | /ntʃ/                             | /ntʃ/                             |
| Consonnes                          | Sons voisins                  | + Consonne                                   |         |         | -NY                               | -NY                               | /ɲ/                               | /ɲ/                               |
| Consonnes                          | Sons voisins                  | + Consonne                                   |         |         | -LT                               | -LT                               | /lt/, /ld/                        | /lt/, /ld/                        |
| Consonnes                          | Sons voisins                  | + Consonne                                   |         |         | -NT                               | -NT                               | /nt/, /nd/                        | /nt/, /nd/                        |
| Symbole espace entre les mots      | Symbole espace entre les mots | Symbole espace entre les mots                |         |         | Aucun                             | Aucun                             | Aucun                             | Aucun                             |
| (-) — Seulement à la fin des mots. |                               |                                              |         |         |                                   |                                   |                                   |                                   |

Un exemple de lecture :
 - écriture de droite à gauche
- T²NGR²I - translittération
- /teŋri/ - transcription
- Tanrı - écriture en Turc moderne
- Allah - au sens antique et au sens moderne

## Encodage unicode
La plage unicode Vieux turc (en anglais Old Turkic) entremêle les caractères du bassin de l'Orkhon et du bassin du Ienisseï (en anglais, Yenisei).
| Vieux turc (alphabet de l'Orkhon et alphabet du Ienisseï)[1] Unicode.org chart (PDF) |   |   |   |   |   |   |   |   |   |   |   |   |   |   |   |   |
|                                                                                      | 0 | 1 | 2 | 3 | 4 | 5 | 6 | 7 | 8 | 9 | A | B | C | D | E | F |
| U+10C0x                                                                              | 𐰀 | 𐰁 | 𐰂 | 𐰃 | 𐰄 | 𐰅 | 𐰆 | 𐰇 | 𐰈 | 𐰉 | 𐰊 | 𐰋 | 𐰌 | 𐰍 | 𐰎 | 𐰏 |
| U+10C1x                                                                              | 𐰐 | 𐰑 | 𐰒 | 𐰓 | 𐰔 | 𐰕 | 𐰖 | 𐰗 | 𐰘 | 𐰙 | 𐰚 | 𐰛 | 𐰜 | 𐰝 | 𐰞 | 𐰟 |
| U+10C2x                                                                              | 𐰠 | 𐰡 | 𐰢 | 𐰣 | 𐰤 | 𐰥 | 𐰦 | 𐰧 | 𐰨 | 𐰩 | 𐰪 | 𐰫 | 𐰬 | 𐰭 | 𐰮 | 𐰯 |
| U+10C3x                                                                              | 𐰰 | 𐰱 | 𐰲 | 𐰳 | 𐰴 | 𐰵 | 𐰶 | 𐰷 | 𐰸 | 𐰹 | 𐰺 | 𐰻 | 𐰼 | 𐰽 | 𐰾 | 𐰿 |
| U+10C4x                                                                              | 𐱀 | 𐱁 | 𐱂 | 𐱃 | 𐱄 | 𐱅 | 𐱆 | 𐱇 | 𐱈 |   |   |   |   |   |   |   |
| Note explicative 1.Unicode version 6.0                                               |   |   |   |   |   |   |   |   |   |   |   |   |   |   |   |   |